# Спрингфілд (Вірджинія)
Спрінгфілд (англ. Springfield) — переписна місцевість (CDP) в США, в окрузі Ферфакс штату Вірджинія. Населення — 31 339 осіб (2020).

## Географія
Спрінгфілд розташований за координатами 38°46′54″ пн. ш. 77°11′2″ зх. д. / 38.78167° пн. ш. 77.18389° зх. д. (38.781571, -77.183921).  За даними Бюро перепису населення США в 2010 році переписна місцевість мала площу 20,57 км², з яких 20,40 км² — суходіл та 0,16 км² — водойми.

## Демографія
Згідно з переписом 2010 року, у переписній місцевості мешкали 30 484 особи в 10 194 домогосподарствах у складі 6884 родин. Густота населення становила 1482 особи/км².  Було 10630 помешкань (517/км²).
Расовий склад населення:
| - 48,7 % — білих - 24,3 % — азіатів - 9,0 % — чорних або афроамериканців - 0,7 % — корінних американців - 0,1 % — вихідців з тихоокеанських островів - 12,6 % — осіб інших рас |

До двох чи більше рас належало 4,7 %. Частка іспаномовних становила 25,5 % від усіх жителів.
За віковим діапазоном населення розподілялося таким чином: 22,2 % — особи молодші 18 років, 62,6 % — особи у віці 18—64 років, 15,2 % — особи у віці 65 років та старші. Медіана віку мешканця становила 38,3 року. На 100 осіб жіночої статі у переписній місцевості припадало 99,1 чоловіків;  на 100 жінок у віці від 18 років та старших — 96,7 чоловіків також старших 18 років.
Середній дохід на одне домашнє господарство  становив 108 604 долари США (медіана — 88 825), а середній дохід на одну сім'ю — 121 098 доларів (медіана — 94 630). Медіана доходів становила 51 464 долари для чоловіків та 45 560 доларів для жінок. За межею бідності перебувало 6,9 % осіб, у тому числі 7,6 % дітей у віці до 18 років та 8,6 % осіб у віці 65 років та старших.
Цивільне працевлаштоване населення становило 15 329 осіб. Основні галузі зайнятості: науковці, спеціалісти, менеджери — 16,8 %, освіта, охорона здоров'я та соціальна допомога — 15,8 %, мистецтво, розваги та відпочинок — 11,0 %, роздрібна торгівля — 10,9 %.